# Hede, Hudiksvalls kommun
Hede är en bebyggelse i Hälsingtuna socken i Hudiksvalls kommun, Gävleborgs län. Hede var avgränsad till en småort till 2015 då den uppgick i tätorten Hudiksvall.